# Mecysmauchenius eden
Mecysmauchenius eden är en spindelart som beskrevs av Forster och Norman I. Platnick 1984. Mecysmauchenius eden ingår i släktet Mecysmauchenius och familjen Mecysmaucheniidae. Inga underarter finns listade i Catalogue of Life.